# WTA Argentine Open 1986
Il WTA Argentine Open 1986 è stato un torneo femminile di tennis giocato sulla terra rossa. È stata la 5ª edizione del torneo, che fa parte del Virginia Slims World Championship Series 1987. Si è giocato a Buenos Aires in Argentina, dal 1° al 7 dicembre 1986.

## Campionesse

### Singolare
Gabriela Sabatini ha battuto in finale  Arantxa Sánchez con il punteggio di 6–1, 6–1

### Doppio
Lori McNeil /  Mercedes Paz hanno battuto in finale  Manon Bollegraf /  Nicole Jagerman con il punteggio di 6–1, 2–6, 6–1